# Tetranchyroderma verum
Tetranchyroderma verum is een buikharige uit de familie Thaumastodermatidae. Het dier komt uit het geslacht Tetranchyroderma. Tetranchyroderma verum werd in 1954 voor het eerst wetenschappelijk beschreven door Wilke. 